# Casablanca (Chile)
Casablanca es una comuna del litoral central de Chile perteneciente a la provincia y región de Valparaíso.

## Toponimia
En 1753 se bautizó este territorio como Santa Bárbara la Reina de Casablanca, en homenaje a Bárbara de Braganza, esposa de Fernando VI, rey de España. Sin embargo, con el transcurrir del tiempo, debido a la extensión y a situaciones más prácticas, fue perdiendo su original nombre quedando simplemente como “Casablanca”, nombre que proviene del siglo XVI cuando existía “una casa de muros blanquecidos de tierras que fueron de Gonzalo de Toledo sobre la loma que sale de la punta que remata en el estero junto al camino real de carretas…”.

Casa Blanca.-—Ciudad, capital del departamento de su nombre. Yace en los 33º 14' Lat. y 71° 27' Lon. á 231 metros sobre el nivel del Pacífico y en medio de un valle cultivado, rodeada de alturas más ó menos áridas. Pasa por su lado sur un riachuelo escaso, que tiene origen en las vertientes occidentales de los cerros de Tapihue y de la cuesta de Zapata, y corre hacia el O. por la aldea de las Dichas hasta morir en la ensenada de Tunquén por los 33° 26' Lat. Dista 45 kilómetros al SE. de la ciudad de Valparaíso y 31 hacia el O. de Curacaví, con las cuales la comunica la antigua carretera de esa ciudad á la de Santiago. Es pueblo de modesta apariencia, que contiene 1,500 habitantes, una regular iglesia reedificada en 1858, dos ó tres escuelas gratuitas, oficinas de registro civil, de correo y telégrafo, &c. Fundóla en 1753 el Presidente Don Domingo Ortiz de Rozas y le dio el título de villa de Santa Bárbara de Casa Blanca, en honor de Doña Bárbara, esposa de Fernando VI., distribuyendo su asiento en calles regulares cortadas por otras en ángulos rectos con una plaza en el centro. Fue erigida en capital de delegación en 1818, y de su actual departamento en 1833.
Francisco Astaburoaga, Diccionario Geográfico de la República de Chile: 129  

## Historia

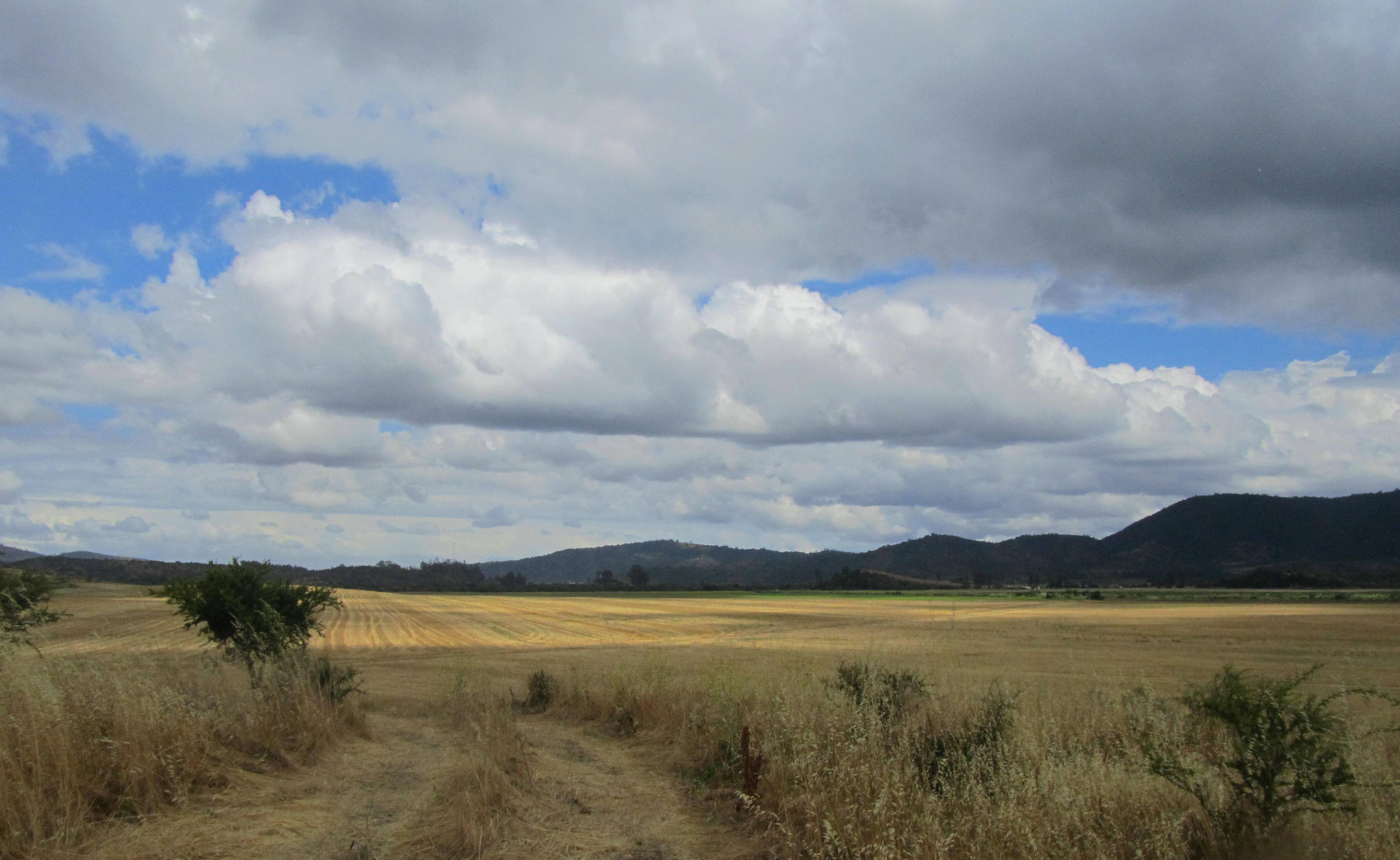
Campos en el distrito de Lo Orrego.

En el siglo XVI los españoles iniciaron su expedición por la zona. El conquistador Diego de Almagro se internó hacia la actual Casablanca tomando la ruta de los incas que desde Quillota cruzaba Limache y el valle del Marga Marga hacia los campos de Orozco. Desde allí, avistó el valle de Casablanca -que los indígenas llamaban por entonces Acuyo- atravesándolo para seguir a Melipilla, por el cordón de Ibacache. Posteriormente volvería a Quillota, y la presencia española solo volvería en 1540, cuando pasó el conquistador Pedro de Valdivia con sus huestes, imitando el camino seguido por Almagro, y en su presencia se concedieron mercedes de tierra a Juan Bautista Pastene (1553). A partir de entonces la ocupación de las tierras fue creciendo debido al descubrimiento de minerales de oro y plata.
Alonso de Córdoba obtuvo en 1577 mercedes de tierras (abarcaron desde Tapihue hasta el portezuelo de Ibacache), colonizador que junto a su socio Antonio Zapata inició el tráfico de cueros y sebos con el Perú a través del incipiente puerto de Valparaíso. Hacia fines del siglo XVI todas las tierras del valle estaban concedidas.
Por orden de la Junta de Poblaciones del Reino de Chile, el gobernador Domingo Ortiz de Rozas fundó Casablanca el 23 de octubre de 1753 con el nombre de villa de Santa Bárbara de la Reina de Casablanca, en honor a Bárbara de Braganza, esposa de Fernando VI. En 1755 seguían los trabajos preparativos de la nueva población y su trazado original fue delineado conforme a la tradicional cuadrícula española por Joseph Bañado y Gracia, juez agrimensor del obispado.
Al levantarse las primeras casas se dictaron algunas providencias a fin de asegurar el progreso de la población. Se nombró un teniente general del partido de Casablanca dependiente del corregidor de Quillota, quien también recibía órdenes del gobernador de Valparaíso en caso de defensa de dicho puerto. Con el correr del tiempo, el sector de Casablanca pasaría a manos de diferentes autoridades de la época, siendo reconocida por su feraz suelo para el cultivo y por sus otrora lavaderos de oro.
Por decreto del 13 de mayo de 1818, firmado por el director supremo Bernardo O'Higgins y el ministro de Gobierno, Antonio José de Irisarri, se declaró a Casablanca como un partido independiente de Quillota, dentro de la Intendencia de Santiago de Chile. Con el tiempo y las reformas legales y constitucionales, el otrora partido se consolidaría como el departamento de Casablanca. La municipalidad funcionaba en la Villa Cabecera. El Decreto de Creación de Municipalidades de 1891 crearía la municipalidad de Lagunillas.
La época de crecimiento económico iniciada en Chile a partir de 1830, por la estabilidad institucional y la creciente importancia de Valparaíso como el primer puerto del océano Pacífico, convirtió al Camino Real que unía a este con Santiago en una arteria de gran importancia, por el cual transitaba todo el movimiento comercial del país. Así, progresivamente Casablanca se erigió en un vital eje de conexión entre los polos productivos y poblacionales más importantes del país, Valparaíso, San Antonio y Santiago.
El geógrafo Luis Risopatrón describe a Casablanca en su libro Diccionario Jeográfico de Chile en el año 1924:: 152 

Casablanca (Ciudad) 33° 19' 71° 25'. Compuesta de una treintena de manzanas, cortadas en ángulo recto, con una plaza en el centro, de modesta apariencia, con servicio de correos, telégrafos, rejistro civil i escuelas públicas, se encuentra a unos 230 m de altitud, en la márjen N del estero del mismo nombre, en un valle cultivado, rodeada de alturas mas o menos áridas, a 44 kilómetros al SE de Valparaiso; goza de buen clima, con 5° C de temperatura mínima en invierno, que rara vez baja de 0° C i con 25 a 30° C de temperatura máxima en el verano, habiéndose rejistrado 521,9 mm de agua caida, en 66 dias de lluvia, con 47 mm de máxima diaria, en 1918. Fué fundada en 1753 con el título de villa de Santa Bárbara de Casa Blanca, en honor de doña Bárbara de Braganza, esposa de Fernando VI.

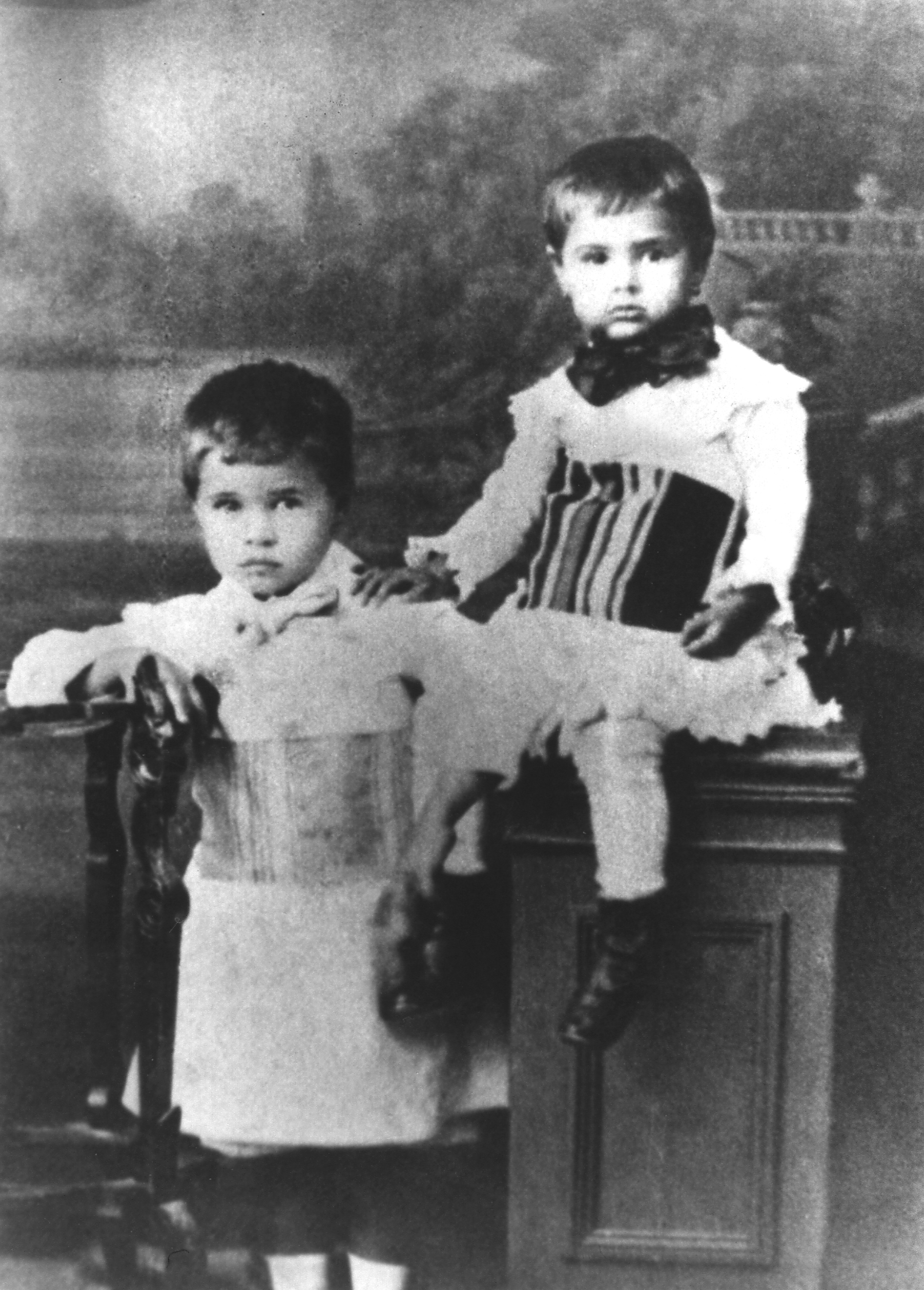
Alberto Hurtado y su hermano menor, Miguel

A finales del siglo XIX y comienzos del XX, Alberto Hurtado Larraín y su mujer Ana Cruchaga Tocornal vivían en el fundo Los Perales de Tapihue, que el primero se dedicaba a explotar. La comarca de Casablanca era en esa época una región donde abundaban bandidos y asaltantes, pero Alberto y su hermano Julio Hurtado Larraín, con permiso de las autoridades de entonces, lograron imponer el orden mediante la lucha contra los cuatreros. Sin embargo, en 1905 el mismo Alberto Hurtado Larraín moriría justamente después de llegar a su casa, volviendo de una partida contra los bandidos. Esto obligaría a su mujer e hijos a trasladarse a Santiago, vender el fundo y vivir en condiciones ajustadas, en las cuales se formaría su hijo mayor, Alberto Hurtado Cruchaga quien, tras vivir su primera infancia en Los Perales de Tapihue, se formaría para ser sacerdote jesuita, fundador del Hogar de Cristo, y uno de los referentes de la sociedad chilena actual, canonizado por el papa Benedicto XVI en 2005.

## Demografía

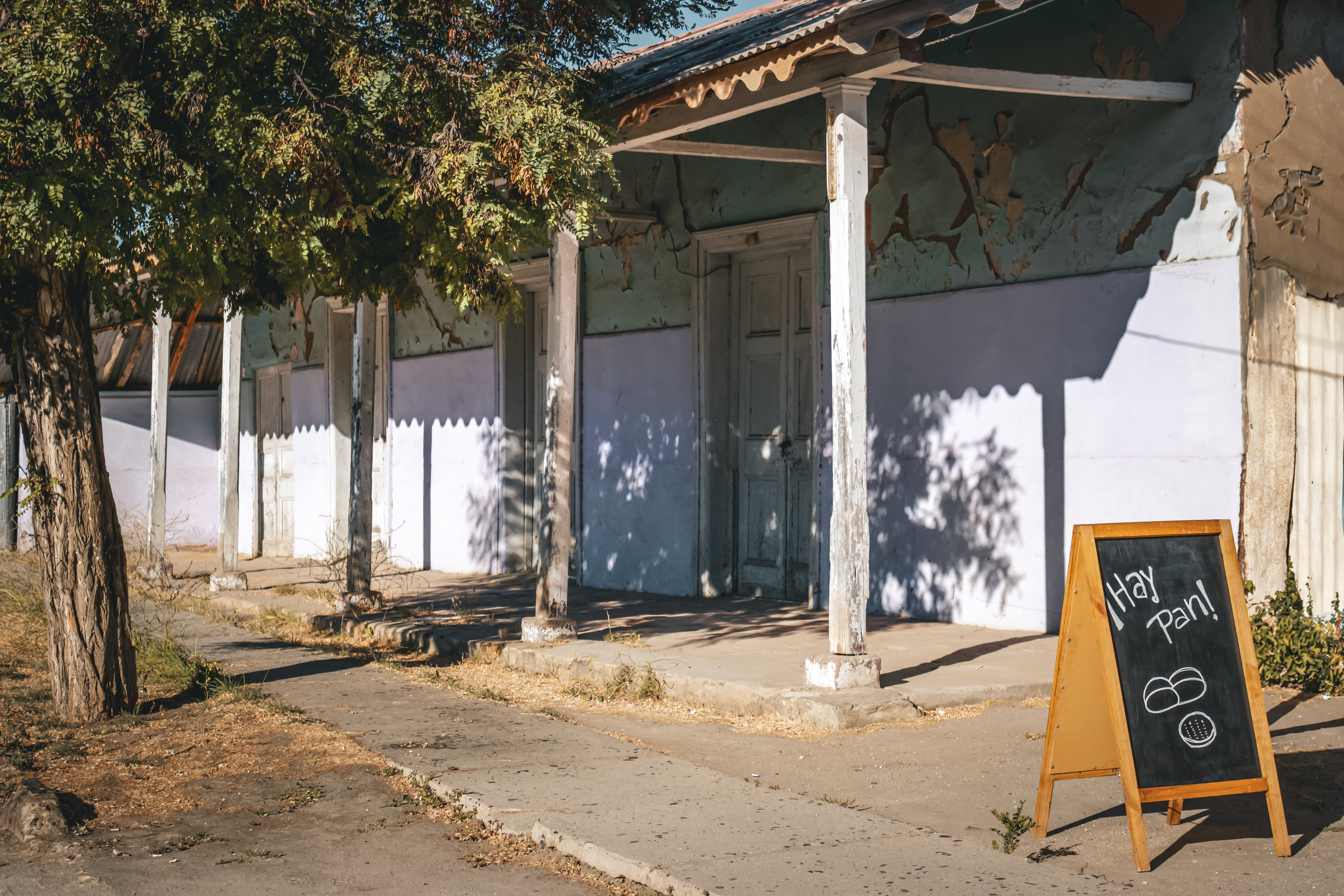
Casas en Lagunillas.

Según los datos recolectados en el censo del Instituto Nacional de Estadísticas en el censo del 2017, la comuna posee una superficie de 953 km² y una población de 26 867 habitantes.
Sus distritos censales son los siguientes:
1. Casablanca (cabecera)
2. Tapihue
3. La Vinilla
4. Lo Orrego
5. Lagunillas
6. Valle Hermoso
7. San Jerónimo
8. Las Dichas (pueblo agrícola)
9. Tunquén (como balneario, se comparte con la vecina comuna de Algarrobo)
10. Quintay (balneario)
11. Pitama
12. Lo Orozco (donde se encuentra Lo Vásquez, lugar de peregrinación por el santuario mariano del mismo nombre)
13. Lo Ovalle

## Administración

### Municipalidad
La Municipalidad de Casablanca para el periodo 2024-2028 es dirigida por el alcalde Rodrigo Martínez Roca (RN), mientras que el concejo municipal está conformado por:
- Ilse Ponce Álvarez (RN)
- Iván Durán Palma (Ind./UDI)
- Felipe Molina Lagos (Ind./UDI)
- Manuel Vera Delgado (Ind./DC)
- Álex Santander Carrasco (FA)
- José Cartagena Ilabaca (FA)

### Parlamento
Casablanca es parte del séptimo distrito electoral y de la sexta circunscripción senatorial de Chile, y sus representantes actuales son los siguientes.
| Circunscripción | Senadores                    | Votación | Partido | Partido             |
| --------------- | ---------------------------- | -------- | ------- | ------------------- |
| Sexta           | Francisco Chahuán Chahuán    | 150 065  |         | Renovación Nacional |
| Sexta           | Ricardo Lagos Weber          | 74 031   |         | Por la Democracia   |
| Sexta           | Isabel Allende Bussi         | 59 214   |         | Socialista          |
| Sexta           | Juan Ignacio Latorre Riveros | 30 545   |         | Frente Amplio       |
| Sexta           | Kenneth Pugh Olavarría       | 14 203   |         | Renovación Nacional |

| Distrito | Diputados                   | Votación | Partido | Partido             |
| -------- | --------------------------- | -------- | ------- | ------------------- |
| Séptimo  | Tomás Lagomarsino Guzmán    | 26 379   |         | Ind.-Radical        |
| Séptimo  | Jorge Brito Hasbún          | 23 603   |         | Frente Amplio       |
| Séptimo  | Andrés Celis Montt          | 18 978   |         | Renovación Nacional |
| Séptimo  | Camila Rojas Valderrama     | 17 798   |         | Frente Amplio       |
| Séptimo  | Luis Fernando Sánchez Ossa  | 16 376   |         | Republicano         |
| Séptimo  | Hotuiti Teao Drago          | 16 058   |         | Evolución Política  |
| Séptimo  | Luis Cuello Peña y Lillo    | 13 342   |         | Comunista           |
| Séptimo  | Tomás de Rementería Venegas | 5 817    |         | Ind.-Socialista     |

## Economía
En 2018, la cantidad de empresas registradas en Casablanca fue de 1.201. El Índice de Complejidad Económica (ECI) en el mismo año fue de -0,25, mientras que las actividades económicas con mayor índice de Ventaja Comparativa Revelada (RCA) fueron Fabricación de Cigarros y Cigarrillos (427,59), Cultivo de Avena (54,8) y Reparación de Tanques, Depósitos y Recipientes de Metal (54,41).

### Energías renovables
El área comunal de Casablanca posee un alto potencial de producción de energía solar. En consecuencia, existen múltiples proyectos para la ejecución de sistemas de generación de energía de este tipo, siguiendo la línea de valor compartido junto con el desarrollo de la agricultura local. La planta fotovoltaica «El Olivillo» es un proyecto que combina un parque solar con cultivos de menta, contribuyendo así a la producción sustentable de energías renovables en Chile en tierras fértiles y aptas para el sector agrícola.

### Turismo

#### Enoturismo

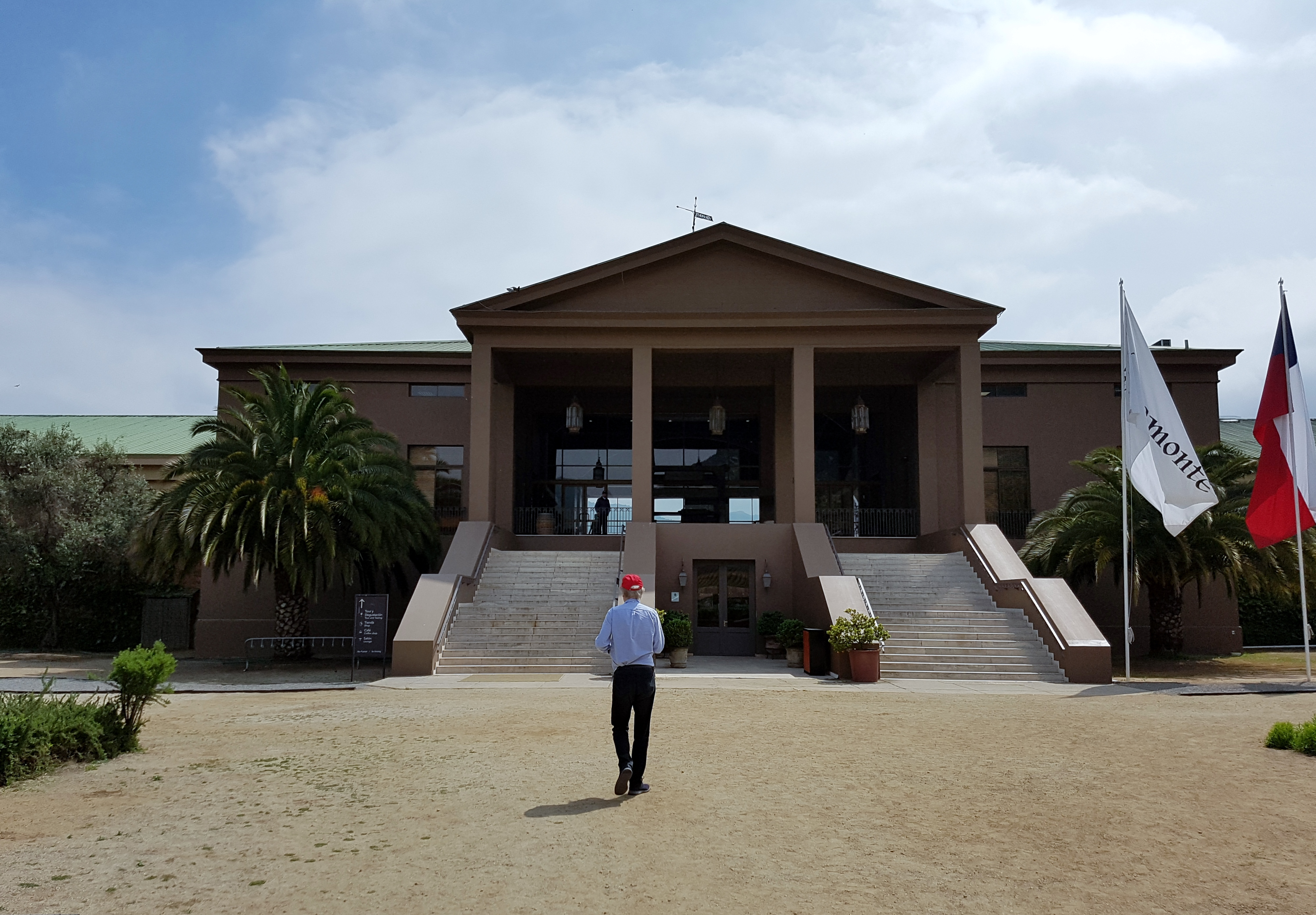
Casona de la viña Veramonte

El valle de Casablanca se transformó en la décima capital mundial del vino, sumándose al prestigioso listado que forman Bilbao-Rioja, Burdeos, Christchurch-South Island, Ciudad del Cabo, Florencia, Maguncia-Rheinhessen, Mendoza, Oporto y San Francisco-Napa Valley. 
Este valle vitivinícola, uno de los principales polos de vinos de Chile de la categoría premium, se encuentra ubicado estratégicamente a solo una hora de Santiago y 30 minutos de Valparaíso, en medio de dos de las más grandes áreas metropolitanas del país. Gracias al desarrollo de vinos de alta calidad y a una gastronomía de primer nivel, Casablanca se ha transformado en un importante destino enoturístico de Chile que ofrece alojamiento, tours a las diferentes viñas y degustaciones. Forma parte de las rutas del vino chileno.

#### Turismo religioso
La principal actividad del turismo cristiano en la comuna es la peregrinación al Santuario de la Virgen de Lo Vásquez, un lugar que es visitado durante todo el año por los fieles católicos. Durante la Fiesta de la Inmaculada Concepción, celebrada a comienzos de diciembre, el santuario recibe anualmente alrededor de un millón de visitantes.

## Transporte
Casablanca se conecta con el resto del país por la ruta 68, estando distante por ella a 79 km aproximadamente al oeste de Santiago, y a 39 km aproximadamente de Valparaíso. Dicha carretera pasa por el norte de la ciudad, a la que se entra a través de dos enlaces con pago de peaje.

### Buses
La ciudad no cuenta con un terminal de buses. Los buses con destino a Casablanca se detienen en la plaza de Armas, o en varios paraderos ubicados a lo largo de las principales avenidas Portales y Constitución.
- Pullman Bus Lago Peñuelas: Valparaíso, Algarrobo, Cartagena, San Antonio.
- Buses Melipilla-Valparaíso: Valparaíso, Curacaví, Melipilla.
- Ruta Vía Curacaví: Santiago, pasando por Curacaví.
- Pullman Bus Costa Central: Santiago, pasando por Curacaví.
- Transportes Brander: Quilpué, Villa Alemana.

### Proyecto de tren rápido
Uno de los dos proyectos en evaluación del tren rápido Santiago-Valparaíso, contempla la creación de una estación intermedia en Casablanca.

### Transporte público local
- Microbuses: Existen dos empresas de microbuses urbanos —Carrbus y Flota Pérez—, que hacen un recorrido de circunvalación por la ciudad, y varios empresarios que realizan recorridos rurales (Carrbus cuenta también) con un servicio rural a los sectores de Tapihue y La Vinilla.
- Taxis colectivos: Solamente existen colectivos rurales, con destinos a Valparaíso y a Algarrobo; hay también taxis para recorrido urbano.

## Deportes

### Fútbol
La comuna de Casablanca tiene a un club participando en los Campeonatos Nacionales de Fútbol en Chile.
- Unión Casablanca[13] (Tercera División 1981-1994/Cuarta División 1995-2003/Tercera División B 2011-2012/Tercera División A 2013-2015/Tercera División B 2016-presente).

Aparte, la comuna también tuvo a otro club participando en los Campeonatos Nacionales de Fútbol en Chile.
- Estrella de Chacabuco (Cuarta División 1986-1989).

El principal recinto deportivo es el Estadio Municipal de Casablanca Arturo Echazarreta Larraín.

## Medio ambiente

### Geomorfología y componentes abióticos

Trazado simplificado de los ecosistemas y cuerpos de agua presentes en la comuna de Casablanca.

La comuna de Casablanca se encuentra emplazada en las unidades geomorfológicas de Planicie marina o fluviomarina, Farellón costero y Cordillera de la costa; y presenta según la clasificación climática de Köppen clima mediterráneo de lluvia invernal (Csb), clima mediterráneo de lluvia invernal de altura (Csb (h)) y clima mediterráneo de lluvia invernal e influencia costera (Csb (i)). Esta además se halla entre las cuencas hidrográficas de Costeras entre el Río Aconcagua y Río Maipo y Río Maipo. Además, la comuna posee diversos cuerpos de agua, entre los que se destacan la Laguna Campo Lindo, Laguna La Cruz, Laguna La Palma, Laguna La Vinilla, Laguna Lor Orrego, Laguna San Isidro y Laguna Santo Toribio.

### Componentes bióticos
Dentro del territorio de la comuna se pueden hallar los siguientes ecosistemas:
- Bosque caducifolio mediterráneo costero donde predominan Nothofagus macrocarpa y Ribes punctatum (Vulnerable)
- Bosque esclerófilo mediterráneo costero donde predominan Cryptocarya alba y Peumus boldus (Vulnerable)
- Bosque esclerófilo mediterráneo costero donde predominan Lithrea caustica y Cryptocarya alba (Casi amenazado)

### Protección ambiental
Hasta 2022, la comuna de Casablanca cuenta con las siguientes zonas que cuentan con algún nivel de protección ambiental:
- Cerro Águilas (Sitios ERB)[23]
- Cerros limítrofes Melipilla-San Antonio (Sitios ERB)[24]
- El Roble (Sitios Ley 19.300)[25]
- Estero Casablanca (Sitios ERB)[26]
- Humedal Tunquén (Sitios ERB)[27]
- La Campana - Peñuelas (Reserva Biósfera)[28]
- Punta Curaumilla - Quintay hasta Punta antes de A* (Sitios ERB)[29]
- Punta Curaumilla -Las Docas-Quintay - Quebrada Ll* (Sitios ERB)[30]
- Reserva Forestal Lago Peñuelas (Reserva Forestal)[31]
- San Jerónimo (Sitios ERB)[32]
- Santuario de la Naturaleza Humedal de Tunquén (Santuario de la Naturaleza)[33]
- Santuario de la Naturaleza Playa Tunquén-Quebrada Seca (Santuario de la Naturaleza)[34]

## Medios de comunicación

### Radioemisoras
FM
- 90.1 MHz - Estilo FM
- 92.7 MHz - Radio Quintay
- 93.5 MHz - Radio Bío-Bío
- 96.9 MHz - Epicentro Radio
- 97.9 MHz -  Dulce FM
- 99.3 MHz - Radio Cooperativa
- 103.9 MHz - FM Okey
- 106.1 MHz - Radio Manos Unidas

### Televisión
TDT
- 3.1 - Canal 13 HD
- 3.2 - T13 En Vivo
- 6.1 - TVN HD
- 6.2 - NTV
- 11.1 - Chilevisión HD
- 11.2 - UChile TV